# Rubén Darío Carolini
Rubén Darío Carolini (Oncativo, Córdoba, 29 de abril de 1944-Cipolleti, Río Negro, 9 de septiembre de 2023) fue un mecánico argentino, aficionado a la paleontología, quien descubrió uno de los dinosaurios carnívoros más grandes del mundo, el Giganotosaurus carolinii.

## Biografía
Carolini nació en Oncativo, provincia de Córdoba, Argentina, el 29 de abril de 1944 donde residió durante su infancia y juventud. A fines de la década del 60 ingresó como mecánico en la obra de construcción de la represa de El Chocón en la provincia de Neuquén y continuó trabajando posteriormente en Hidronor S.A., la empresa pública que manejaba la central hidroeléctrica de dicha represa.
Paralelamente a su trabajo como mecánico se dedicó como aficionado a la búsqueda de fósiles en los yacimientos cretácicos de los alrededores del Chocón, siempre en contacto con los paleontólogos de la zona, principalmente de la Universidad del Comahue y el Museo Carmen Funes de Plaza Huincul. Realizó varios hallazgos de restos fósiles muy importantes, entre los que se destaca el dinosaurio terópodo carcarodontosáurido Giganotosaurus, encontrado en 1993. 

### Legado
Carolini fue uno de los principales impulsores de la creación del Museo Ernesto Bachmann y desde su fundación en 1995 se desempeñó en el cargo de director de dicha institución hasta 2008. Falleció el 9 de septiembre de 2023 a la edad de 79 años en la ciudad rionegrina de Cipolletti.